# John McLaughlin
John McLaughlin, noto anche come Mahavishnu John McLaughlin (Doncaster, 4 gennaio 1942), è un chitarrista britannico.
È considerato uno tra i maggiori chitarristi viventi. Dotato di una tecnica pregevole, si è spesso contraddistinto per sperimentazioni influenzate dalle musiche di origine orientale e dallo stile fusion, ma anche per aver sviluppato negli anni un modo di suonare molto personale.

## Biografia

### Gli esordi
(John McLaughlin in un'intervista)
McLaughlin incomincia a suonare la chitarra a undici anni, attratto dallo swing, dal blues e dal flamenco.
Negli anni Sessanta acquisisce una discreta notorietà. Partecipa a varie session, incide i primi lavori e si guadagna da vivere anche come insegnante. Tra i suoi allievi più celebri si ricorda Jimmy Page.

### Anni Settanta

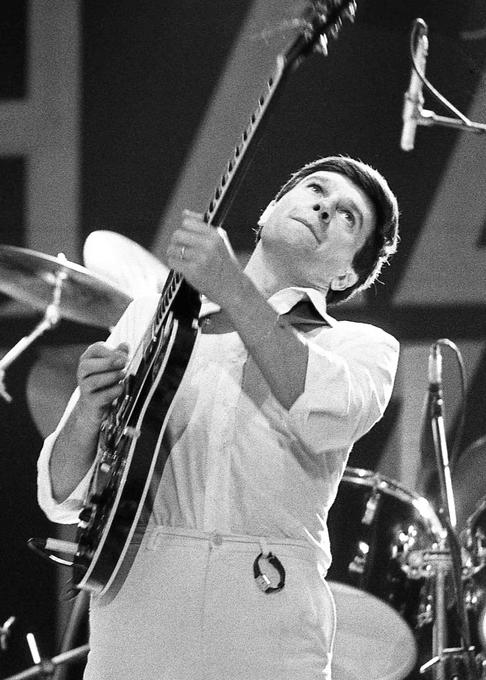
John McLaughlin nel 1978

Nel 1969 si trasferisce negli USA. Entra a contatto con i migliori strumentisti jazz dell'epoca, fra cui Miles Davis. I due lavorano insieme per tre pietre miliari: In a Silent Way, Bitches Brew e On the Corner. 
Fonda, nel 1971, la Mahavishnu Orchestra, band sperimentale jazz-rock. È in questo periodo che il chitarrista inglese si converte alla filosofia orientale di Sri Chinmoy. 
Attratto dal genere fusion, collabora con Carlos Santana per Love Devotion Surrender. 
Prende vita il nuovo progetto musicale Trio of Doom, complesso formato da Tony Williams e Jaco Pastorius.

### Dagli anni Ottanta al nuovo Millennio
Partecipa, come attore, al film Round Midnight - A mezzanotte circa. Collabora, inoltre, alla realizzazione della colonna sonora. 
Negli anni Ottanta, l'artista inglese sperimenta il connubio musica classica-jazz. Si esibisce, spesso, al fianco della London Symphony Orchestra. 
Nasce un lungo sodalizio con Paco De Lucia e Al Di Meola. Friday Night in San Francisco è considerata una delle migliori jam session della storia.
Negli anni Duemila vince numerosi premi e riconoscimenti. La rivista Guitar World lo annovera nel 2012 tra i migliori chitarristi della storia.

## Discografia

### Da solista
- 1969 : Extrapolation
- 1970 : Devotion
- 1971 : Where Fortune Smiles
- 1971 : My Goal's Beyond
- 1978 : Electric Guitarist
- 1979 : Electric Dreams
- 1981 : Belo Horizonte
- 1982 : Music Spoken Here
- 1988 : The Mediterranean
- 1990 : Live at the Royal Festival Hall
- 1992 : Qué Alegría
- 1993 : John McLaughlin Plays Bill Evans
- 1993 : Compact Jazz
- 1994 : Tokyo Live
- 1994 : After the Rain
- 1995 : The Promise
- 1997 : The Heart of Things
- 2000 : The Heart of Things: Live in Paris
- 2003 : Thieves and Poets
- 2003 : The Montreux Concerts
- 2006 : Industrial Zen
- 2008 : Floating Point
- 2010 : To the One
- 2012 : Now Here This
- 2014 : The Boston Record
- 2015 : Black Light

### Con la Mahavishnu Orchestra
- 1971 : The Inner Mounting Flame
- 1973 : Birds of Fire
- 1973 : Between Nothingness & Eternity
- 1974 : Apocalypse
- 1975 : Visions of the Emerald Beyond
- 1976 : Inner Worlds
- 1984 : Mahavishnu
- 1986 : Adventures in Radioland
- 1999 : The Lost Trident Sessions

## Strumentazione

### Chitarre
Nel corso della sua lunghissima carriera McLaughlin ha usato molte chitarre. Di seguito un elenco parziale: 
1. Gibson L-4 con pick-up Charlie Christian suonata in Extrapolation (1969);
2. Gibson Hummingbird con pick-up De Armond usata in Emergency! (1969) dei Tony Williams Lifetime;
3. Gibson Hummingbird in In a Silent Way (1969) di Miles Davis;
4. Fender Mustang in Bitches Brew (1970), A Tribute to Jack Johnson (1971),   Live-Evil (1971), On The Corner (1972), Big Fun (1974) di Miles Davis e nel solistico Devotion (1970);
5. Les Paul Custom del 1958 in Turn it Over (1970) dei Tony Williams Lifetime;
6. Ovation acustica in My Goals Beyond (1970);
7. Gibson SG 6/12 Double-Neck in The Inner Mounting Flame (1971) e Birds of Fire (1973);
8. Gibson Les Paul Junior degli anni sessanta in The Lost Trident Sessions (incisioni del 1973 pubblicate nel 1999) dei Mahavishnu Orchestra;
9. Rex Bogue 6/12 Double-Neck in Between Nothingness and Eternity (1973), Apocalypse (1974), Visions of the Emerald Beyond (1975) e in Love Devotion Surrender (1973);
10. Les Paul Special (Gibson Byrdland modificata con un pick-up esafonico collegato a un trasformatore Systems 360 e a sei moduli Minimoog)  in Inner Worlds (1976);
11. Acustica Shakti (Mark Whitebook Custom costruita da Abe Wechter) in Shakti (1976).